# Anzor Kavazashvili
Anzor Amberkovich Kavazashvili ou apenas Anzor Kavazashvili - respectivamente, em russo, Анзор Амберкович Кавазашвили e, em georgiano, ანზორ ყავაზაშვილი (Batumi, 19 de julho de 1940) - é um ex-futebolista e técnico de futebol georgiano que atuava como goleiro.

## Carreira
Kavazashvili iniciou e encerrou a carreira na então RSS da Geórgia: começou em 1957, no Dínamo Tbilisi,.
Foi duas vezes campeão soviético, a primeira vez em 1965, quando estava no Torpedo Moscou, clube que por mais tempo jogou (165 partidas entre 1960 e 1968), e outra em 1969, pelo Spartak Moscou. No Spartak, conquistou também uma Copa da URSS, em 1971, ano em que se despediu do clube.

## Seleção
Jogou pela União Soviética de 1965 a 1970, tendo participado da Copa do Mundo FIFA de 1966, da Eurocopa 1968 e da Copa de 1970, onde foi o goleiro titular - na de 1966, revezou a titularidade com o lendário Lev Yashin, participando como titular nos jogos contra Coréia do Norte e Chile, perdendo a vaga justamente para o "Aranha Negra" a partir do jogo frente à Itália. Obteve a boa média de apenas 19 gols sofridos em 29 partidas pela URSS.

## Treinador
Após parar de jogar em 1972, no Torpedo Kutaisi - foi jogador-treinador do Torpedo Kutaisi em 1973, fazendo três jogos até encerrar de vez sua carreira de atleta. Na África, chegou a treinar as seleções do Chade (1976-77) e da Guiné (1985-86), antes de encerrar sua trajetória no futebol em 1986, aos 46 anos.